# Anna Nilsdotter Grate
Anna Kerstin Viktoria Nilsdotter Grate, född Olsson 24 november 1978 i Sandhults församling i Älvsborgs län, är generalsekreterare för WaterAid Sverige.
Anna Nilsdotter har studerat vid Uppsala universitet och har en magisterexamen i statskunskap. Hon arbetade som vice vd på Enact Sustainable Strategies mellan 2010 och 2013. Åren 2016–2018 var hon kanslichef för Naturskyddsföreningen där hon tidigare även varit kommunikationschef och haft andra ledande roller från 2013. Under hennes tid tog Naturskyddsföreningen emot Guldspaden för Sveriges Natur 2016 och 2017 och prisades flera gånger för sin digitala kommunikation . År 2020 blev hon generalsekreterare för WaterAid Sweden, som är världens största organisation som uteslutande arbetar med att långsiktigt öka tillgången till rent vatten, sanitet och hygien för människor i fattigdom och utanförskap.
Hon medverkar regelbundet i den offentliga debatten om hållbarhetsansvar och vatten, sanitet och hygien (WASH). Bland annat argumenterar hon för att den svenska regeringen skall prioritera WASH inom biståndet och att biståndet är nödvändigt för utveckling .  Vid ett flertal tillfällen har hon varit gäst i TV4 nyhetsmorgon i samband med FN:s världsvattendag .
Anna Nilsdotter har haft flera förtroendeuppdrag, bland annat som ordförande för den svenska sektionen av Amnesty International 2007–2013; under dessa år hade organisationen en kraftig medlemsökning och finansiell tillväxt. Hon har även varit ledamot i Expertgruppen för biståndsanalys, EBA 2013–2016, ledamot i Svenska institutets insynsråd 2011–2014 och ledamot i styrelsen för Institutet för Framtidsstudier (2012–2016). Anna Nilsdotter är styrelseledamot i Fondtorgsnämnden sedan 2022.

## Utmärkelser
- Nominerad till Biståndsdebattens mäktigaste 2023 (Global Bar Magazine)[8].
- Utsedd till en av Sveriges tyngsta digitala opinionsutbildare inom hållbarhet (Sustainable Brand Index).
- Utsedd till en av de 100 mest inflytelserika personerna på hållbarhetsområdet i Sverige 2012 av CSR i praktiken.
- Utsedd till en av de fem mest inflytelserika rådgivarna inom hållbarhetsfrågor 2011 av CSR i praktiken.
- Nominerad till Framtidens kvinnliga ledare 2009, 2010, 2011, 2012, 2013 och 2014.
- Nominerad till en av årets Uppstickare 2008 av Shortcut.